# Presa Aguamilpa
La Presa Aguamilpa más formalmente llamada Presa Aguamilpa Solidaridad, es una central hidroeléctrica ubicada en el cauce del Río Grande de Santiago en el municipio de Tepic, Nayarit, México, fue inaugurada el 21 de julio de 1994 por el entonces presidente de la República Lic. Carlos Salinas de Gortari y fue puesta en operación comercial el 15 de septiembre de 1994, tiene una capacidad para generar 960 megawatts de energía eléctrica, su embalse tiene una capacidad aproximada para albergar 5,540 hectómetros cúbicos de agua, tiene una altura de 186 metros y una jaksud de 660 metros, a menos de 80 km río arriba se encuentra la Presa El Cajón.